# Use Your Illusion I

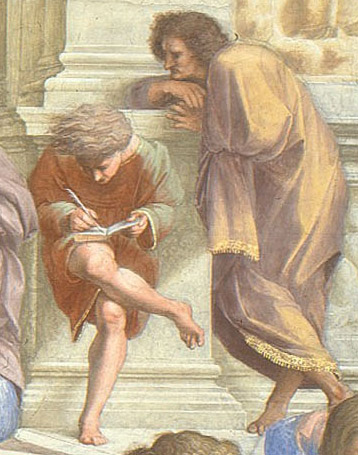
Výřez fresky použitý na albu

Use Your Illusion I je albem americké skupiny Guns N' Roses. Vyšlo v roce 1991 společně s albem Use Your Illusion II, přičemž obě alba ihned po vydání zaujala první dvě místa americké hitparády.
Obě alba Use Your Illusion reprezentují bod obratu ve zvuku Guns N' Roses. Přestože neopustily hard rockový zvuk typický pro album Appetite for Destruction, Use Your Illusion I poprvé, více či méně, obsahuje prvky klasické hudby, blues a country. Například zpěvák Axl Rose hraje v několika skladbách na obou albech na klavír. Celosvětové turné Use Your Illusion Tour bylo navíc velice pompézní, ve stylu progressive rocku. Stejně tak i videoklipy se staly mnohem okázalejšími, klip k písni „November Rain“ stál 1,5 milionu dolarů a je tak jedním z nejdražších videoklipů všech dob. Společně s videoklipy k písním „Don't Cry“ a „Estranged“ tvoří „November Rain“ trilogii. Byly to právě písně jako „November Rain“, které přinesly Guns N' Roses popularitu i mezi lidmi, kteří neposlouchali hard rock a heavy metal.
Několik písní na albu bylo napsáno na začátku kariéry Guns N' Roses, ale nebyly vydány na Appetite for Destruction. Patří mezi ně „Back Off Bitch“, „Bad Obsession“, „Bad Apples“, „November Rain“, „The Garden“ a „Don't Cry“ (podle Rose první píseň, kterou napsala kapela společně). Album také obsahuje cover verzi písně „Live And Let Die“ od Paula McCartneyho.
Další změnou změnou u Use Your Illusion I bylo zařazení dvou dlouhých písní, a to „November Rain“, která má takřka 9 minut, a „Coma“ s délkou přes 10 minut. Oproti Appetite for Destruction nezpívá Axl Rose všechny písně, „Dust N' Bones“ a „Double Talkin' Jive“ zpívá Izzy Stradlin (Duff McKagan zpívá „So Fine“ na Use Your Illusion II).
Mezi Use Your Illusion I a II jsou znatelné rozdíly. Use Your Illusion I má červený obal a má tvrdší zvuk, zatímco Use Your Illusion II má modrý obal a zvuk je jemnější a více bluesový.
Na obalu alba je použit výřez Raffaelovy fresky Škola athénská. Autorem obalu je Mike Kostabi.

## Seznam písní
| Pořadí | Název                   | Autor                               | Délka |
| ------ | ----------------------- | ----------------------------------- | ----- |
| 1.     | Right Next Door To Hell | Rose, Stradlin, Timo Caltia         | 3:00  |
| 2.     | Dust N' Bones           | Stradlin, McKagan, Slash            | 4:58  |
| 3.     | Live and Let Die        | Paul McCartney, Linda McCartney     | 3:04  |
| 4.     | Don't Cry               | Slash, Rose                         | 4:44  |
| 5.     | Perfect Crime           | Slash, Stradlin, Rose               | 2:23  |
| 6.     | You Ain't the First     | Stradlin                            | 2:36  |
| 7.     | Bad Obsession           | Stradlin, West Arkeen               | 5:28  |
| 8.     | Back Off Bitch          | Rose, Slash, Paul Huge, Chris Weber | 5:03  |
| 9.     | Double Talkin' Jive     | Stradlin                            | 3:23  |
| 10.    | November Rain           | Rose                                | 8:57  |
| 11.    | The Garden              | Arkeen, Del James, Rose             | 5:22  |
| 12.    | Garden of Eden          | Rose, Slash                         | 2:41  |
| 13.    | Don't Damn Me           | Slash, Dave Lank, Rose              | 5:18  |
| 14.    | Bad Apples              | Stradlin, McKagan, Slash, Rose      | 4:28  |
| 15.    | Dead Horse              | Rose                                | 4:17  |
| 16.    | Coma                    | Rose, Slash                         | 10:13 |

## Obsazení
- Axl Rose: zpěv, piano, klávesy, zvukové efekty, akustická kytara u „Dead Horse“
- Slash: kytara, akustická kytara, dobro u „You Ain't The First“, 6strunná baskytara u „Right Next Door To Hell“, doprovodný zpěv
- Izzy Stradlin: kytara, akustická kytara, zpěv u „Dust N' Bones“, „You Ain't The First“ a „Double Talkin' Jive“, doprovodný zpěv
- Duff McKagan: baskytara, akustická kytara, doprovodný zpěv
- Matt Sorum: bicí, doprovodný zpěv
- Dizzy Reed: klávesy, doprovodný zpěv

## Zajímavosti
- Pracovní název byl pro Use Your Illusion byl „G N' R Sucks“ (pro podobnost s G N' R Lies), ale jméno bylo změněno, když bylo rozhodnuto, že budou vydána dvě samostatná alba a ne dvojalbum.
- Dalším uvažovaným názvem byl „BUY Product“.